# Sicyodes tardaria
Sicyodes tardaria là một loài bướm đêm trong họ Geometridae.